# 宽带远程接入系统

xDSL連線圖

宽带远程接入系统（英語：broadband remote access server，簡稱：BRAS, B-RAS或BBRAS）會在互联网服务提供商（ISP）的网络中，透過寬帶遠程接入設備(如數位用戶線路接取多工器 (DSLAM))對流量進行路由。BRAS也可以被稱為寬帶網路閘道器（BNG）。
BRAS位於ISP核心网络的邊緣，從接取網路中汇聚用户会话。在BRAS上，ISP能够加入策略管理和IP 服务质量 （QoS）。
特殊的任务包括：
- 聚合DSLAM发出的訊息。
- 藉由透通橋接模式（ transparent bridging）或承载在乙太網路或者ATM会话上的PPP会话，提供用户第2層連接。
- 实行服务质量（QoS）政策。
- 在ISP的骨干网上提供第3層連接，並對流量进行路由。

DSLAM會從多個用户收集資料流量到中心點，从而可以通过幀中繼、ATM或者乙太網路傳輸到交換機或路由器。
路由器會提供邏輯網路终端。常見的鏈路訪問方法包括乙太網路上的點對點協議（PPPoE）、ATM封裝會話上的點對點協議（PPPoA）、在ATM或幀中繼上橋接以太網（RFC 1483/RFC 1490）或純粹的乙太網路。ATM或幀中繼的接入是由虛擬電路ID來辨識個別用戶。透過基於乙太網路遠程接入設備來連接的用戶，通常由VLAN id或MPLS tag來識別。作為網路終端點，BARS會負責分配網路參數（如IP位址）给客户端。BRAS也是从客户端到網際網路的第一個IP躍點。
同時BRAS也是身份验证、认证和计费系统的介面（可以参考RADIUS）。